# Villa Leonhart

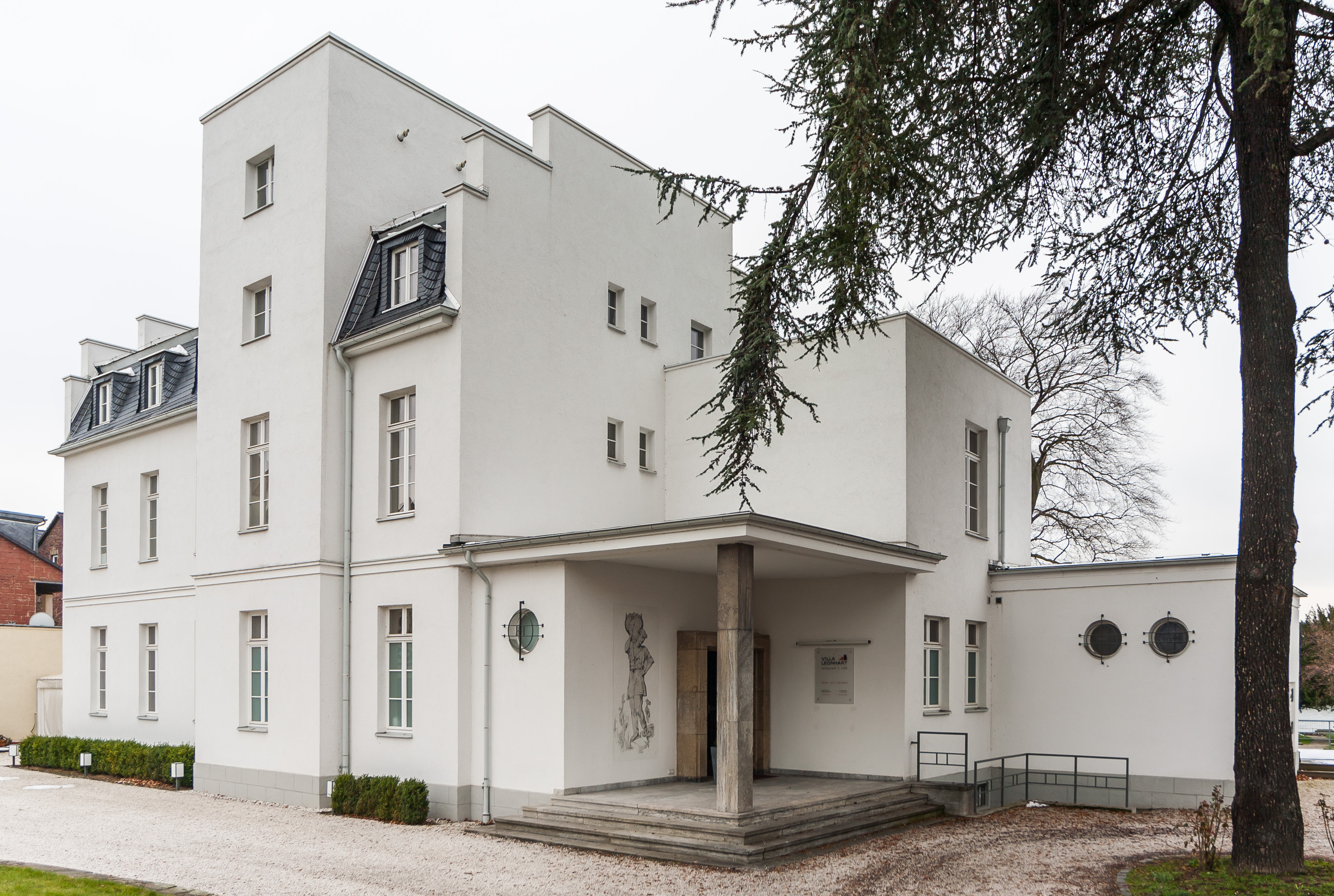
Ansicht aus Nordost (2013)

Die Villa Leonhart (früher zeitweilig auch Zedernhof) ist eine Villa in Königswinter, einer Stadt im nordrhein-westfälischen Rhein-Sieg-Kreis. Sie wurde 1893 erbaut, erhielt aber bei einem Umbau 1938 ihr heutiges Erscheinungsbild. Die Villa steht einschließlich einer zugehörigen Parkanlage als Baudenkmal unter Denkmalschutz.

## Lage

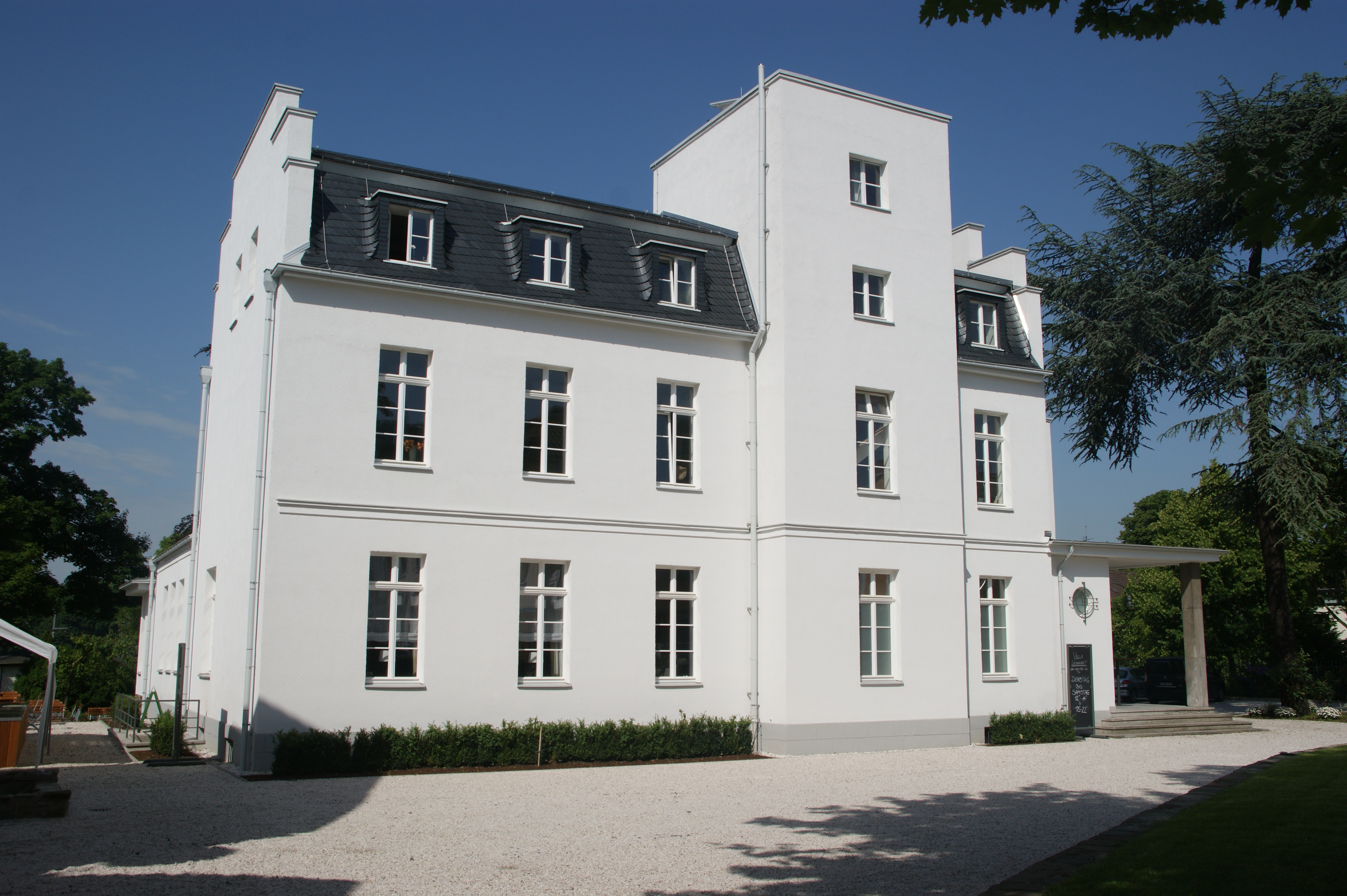
Ansicht aus Südost (2009)

Die Villa liegt an städtebaulich hervorgehobener Position am nordwestlichen Eingang der Königswinterer Altstadt an der Ecke Hauptstraße/Clemens-August-Straße mit der Adresse Hauptstraße 330 und reicht mit dem Parkgelände nach Westen bis zur Rheinallee oberhalb des Rheinufers.

## Geschichte
Die Villa wurde 1893 als Landhaus mit klassizistischem Belvedere von der Familie des Freiherren von Leonhart-Kurtzrock erbaut, die sich Mitte des 19. Jahrhunderts in Königswinter angesiedelt hatte. Sie blieb bis 1935 im Besitz des Gebäudes, als sich nach dem Tod von Freiin Sophie von Leonhart-Kurtzrock (* 22. September 1852; † 22. August 1935) kein Nachkomme aus der Familie als Erbe fand. Dieses trat stattdessen die katholische Kirche an, die das Anwesen 1936 an die Deutsche Arbeitsfront (DAF) weiterverkaufte. 1936/37 diente es als Schule für deutsche Emigranten aus Spanien, die aufgrund des dortigen Bürgerkriegs in Sicherheit gebracht worden waren. Im Oktober 1937 wurden Planungen für einen Umbau der Villa im Auftrag der Deutschen Arbeitsfront (DAF) bekanntgegeben, die im heutigen Adam-Stegerwald-Haus in Königswinter ein Schulungszentrum besaß. Auf den Bauantrag vom 10. Dezember 1937 hin wurde am 20. Januar 1938 die Baugenehmigung erteilt. Der Umbau ging mit einer baulichen Erweiterung einher und erfolgte in Anlehnung an den Bauhausstil nach einem Entwurf des ortsansässigen Architekten Franz Josef Krings (1886–1968). Anschließend diente das Gebäude als Gästehaus der DAF. Nutzer war unter anderem Robert Ley, der Leiter der DAF, dessen erste Ehefrau die Villa während ihrer Scheidung von Ley mit ihrer Tochter bewohnte. Gegen Ende des Zweiten Weltkriegs im Dezember 1944 zog der Beauftragte des Reichsschatzmeisters der NSDAP im Gau Köln-Aachen in das Gästehaus der DAF. 1949 wurden im Zuge eines Umbaus für eine geplante, aber nicht realisierte Nutzung der Villa als Kasino ein Speisesaal und ein Wintergarten bzw. eine Veranda angefügt.
Im Juli 1952 übernahm der Staat Pakistan das Anwesen und richtete dort die Residenz seiner Botschaft, den Wohnsitz des Botschafters in der Bundesrepublik Deutschland am Regierungssitz Bonn ein (→ Liste der diplomatischen Vertretungen). Das Anwesen ging spätestens in der nachfolgenden Zeit aus britischer Treuhänderschaft in den Besitz des Landes Nordrhein-Westfalen über. 1987/88 wurde die am Gebäude noch vorhandene, auf den Umbau zum Gästehaus der DAF zurückgehende Symbolik Gegenstand einer öffentlichen Debatte: Nach einem entsprechenden Beschluss im Stadtrat vom Mai 1987 wurden am 27. Januar 1988 die als Verzierung der Fenstergitter dienenden Hakenkreuze durch ergänzende Metallstege zu einem Quadratmuster umgewandelt. 1999 gab Pakistan die Botschafterresidenz im Zuge der Verlegung des Regierungssitzes nach Berlin auf. Die Villa Leonhart stand bis zum Erwerb des Grundstücks durch die städtische Wirtschaftsförderungsgesellschaft bis 2007 leer. Anschließend erhielt Hermann Josef Nolden ein Erbbaurecht an dem Haus und ließ es 2008 aufwendig restaurieren und umbauen. Im Januar 2009 eröffnete dort ein Gourmetrestaurant, das im November 2009 einen Michelin-Stern erhielt.
Seit Mai 2016 nutzt das Bonner Beratungsunternehmen Wild Consulting Training Coaching GmbH die Villa Leonhart. Hier werden Tagungen, Events und Seminare für Kunden des Unternehmens abgehalten.
Die Villa ist zudem als Event-Location für Veranstaltungen buchbar.
Die Eintragung der Villa in die Denkmalliste der Stadt Königswinter erfolgte am 23. Mai 1995.

## Beschreibung

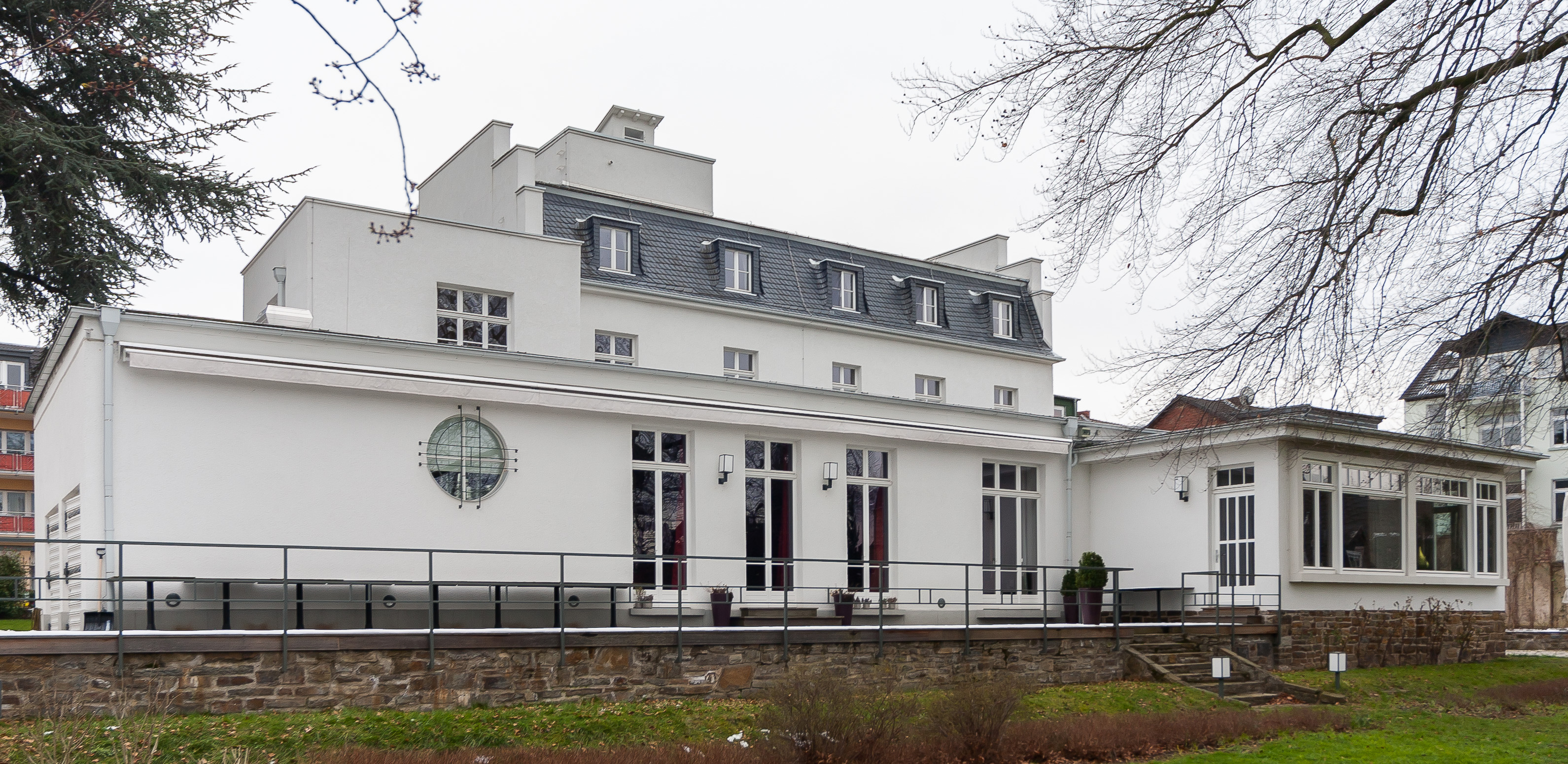
Rheinfront (zur Parkanlage)

Die Villa ist zweigeschossig, in Massivbauweise errichtet, mansardgedeckt und weist fünf Achsen auf. An der zur Hauptstraße gelegenen Front verfügt sie über einen dreigeschossigen Turm. Dem Umbau im Bauhausstil von 1938 entstammen kubische Vorbauten an der Nordseite, die den Eingang und eine Garage aufnehmen, außerdem Treppengiebel und ein Terrassenvorbau an der Rheinfront. Die Nutzfläche des Gebäudes beträgt 610 m².

## Park
Der mit Mauer und Eisengitter eingefriedete Park der Villa wurde von der Stadt angekauft und ist nach einer dreimonatigen Sanierung im Rahmen der Regionale 2010 seit September 2009 der Öffentlichkeit zugänglich. Er umfasst eine Fläche von 3700 m² und ist Standort eines Soldatenfriedhofs, eines historischen Pumpenhauses des städtischen Abwasserwerks sowie eines Pavillons aus der Zeit des Umbaus von 1938. In dem Soldatenfriedhof war 1793 eine unbekannte Anzahl österreichischer Soldaten beerdigt worden, die im Lazarett verstorben waren. Ein am Rande des Parks befindliches Gartenhäuschen war 1937 zur Verbesserung der Verkehrsübersicht an der Ecke Rheinallee/Clemens-August-Straße niedergelegt worden. Ein früher ebenfalls im Park gelegenes Schwimmbad wurde bei der jüngsten Sanierung zu einem Beet umfunktioniert.